# Gbalépleu
Gbalépleu est un village du peuple Dan, situé dans la sous-préfecture de Bogouiné dans la région du Tonpki, attaché à la structure départementale de Man en Côte d'Ivoire.

## Géographie
Gbalépleu est une localité dans la ville de Man et fait partie intégrante des quinze villages de la sous-préfecture de Bogouiné,. Se trouvant dans le district des Montagnes. Cette localité compte sur son espace géographique 229 habitants selon des récentes études menées par l'Institut national de la statistique.  